# Christoph Schaub
Christoph Schaub, né le 20 février 1958 à Zurich, est un réalisateur et scénariste suisse.

## Biographie
Christoph Schaub tourne son premier film à 16 ans. Au cours de vacances dans les montagnes des Grisons, il réalise un court métrage en Super 8 sur deux paysans.
Il enchaîne au début des années 1980 au moment des tensions politiques à Zurich, lorsqu'il suit le mouvement Zuri brännt qui revendique l'ouverture d'un centre autonome pour la jeunesse (Autonomes Jugendzentrum). Il suit les manifestations, caméra au poing, pour réaliser des « films d’intervention » mus « par l’énergie de la jeunesse et la colère politique ». Ses petits documentaires sont projetés le soir au Centre autonome, souvent après avoir été réalisés dans la journée même,.
À partir de 1985, il abandonne le cinéma militant. Il réalise plusieurs documentaires sur le domaine de l'architecture. Il est cofondateur de la société de production Dschoint Ventschr, mais, au milieu des années 90, il la quitte, parce qu’il n’a pas envie de se lancer dans la production. Sa rencontre avec le producteur Marcel Hoehn est déterminante : avec son soutien, il tourne huit films. Il alterne alors entre œuvres de fiction, le plus souvent des comédies humaines douces-amères, et documentaires d’architecture .
Depuis 1996 il enseigne à la School for Design and Art de Zurich. Il est un des membres fondateurs des cinémas Riffraff à Zurich et du Bourbaki à Lucerne.
Son film Giulias Verschwinden (La Disparition de Julia) fait partie des plus gros succès du box-office en Suisse en 2009 avec 170 000 entrées en Suisse alémanique.

## Filmographie
- 1987 : Wendel
- 1989 : Dreissig Jahre
- 1992 : Am Ende der Nacht
- 1995 : Il girasole: una casa vicino a Verona (documentaire)
- 1995 : Rendez-vous im Zoo (documentaire)
- 1997 : Cotgla alva – Weisse Kohle (documentaire)
- 1997 : Einfach so
- 1999 : Il project Vrin – Das Vrin-Projekt (documentaire)
- 1999 : Die Reisen des Santiago Calatrava, (documentaire)
- 2001 : Die Kunst der Begründung – Jürg Conzett Dipl. Ing.
- 2001 : Der Wechsel der Bedeutungen – Architekten Meili, Peter
- 2001 : Amour secret (Stille Liebe)
- 2002 : Der zweite Horizont
- 2004 : Sternenberg
- 2006 : Jeune Homme
- 2008 : Bird’s Nest – Herzog & de Meuron in China (documentaire)
- 2008 : Happy New Year
- 2009 : La Disparition de Julia (Giulias Verschwinden)
- 2012 : Tapage nocturne (Nachtlärm)

## Nominations et récompenses
- 2006 : Prix au Festival international du film de Locarno pour le film Jeune Homme
- 2007 : Nomination du film Jeune Homme Swiss Film Prize
- 2009 : Prix du public au Festival international du film de Locarno 2009 pour Giulias Verschwinden
- 2009 : Happy New Year est en compétition au Festival international du film de Moscou 2009